# Pasucen (Gunem)
Pasucen is een bestuurslaag in het regentschap Rembang van de provincie Midden-Java, Indonesië. Pasucen telt 875 inwoners (volkstelling 2010).